# Незабудька литовська
Незабудька литовська (Myosotis lithuanica) — вид квіткових рослин родини шорстколистих (Boraginaceae).

## Біоморфологічна характеристика
Це багаторічна рослина 15–35 см заввишки. Стебло густо відстовбурчено-волосисте. Листки з притиснутими нагору більш короткими ніж на стеблі, волосками.

## Поширення
Країни Балтії, Росія, Україна).
В Україні вид зростає на болотах і заливних луках — зрідка на Поліссі (Рівненська обл., Рівненський р-н, с. Руда-Красна, заплава р. Путилівка; Київська обл., ок. Києва біля Почайни, Броварський р-н, біля «Рибного озера»; Києво-Святошинський р-н, с. Пірнове).